# Коробкин, Егор Юрьевич
Егор Юрьевич Коробкин (род. 31 августа 1998, Магнитогорск, Челябинская область) — российский хоккеист, нападающий.

## Биография
На коньки встал в три с половиной года. Воспитанник магнитогорского «Металлурга». С сезона 2014/15 — игрок команды МХЛ «Стальные лисы». 27 февраля 2018 года в домашнем матче «Металлурга» против «Югры» (4:0) дебютировал в КХЛ, проведя единственный матч в сезоне. В следующем сезоне выступал за команду ВХЛ «Зауралье» Курган. В сезоне 2019/20 сыграл 25 матчей за «Металлург» и 16 — за «Зауралье».
28 декабря 2023 года продлил контракт с «Металлургом» до конца сезона 2025/26. В январе 2024 года получил перелом ноги.
В начале мая 2022 года провёл три товарищеских матча в составе сборной России против Белоруссии.
В апреле 2024 года в составе команды хоккейного клуба Металлург стал обладателем Кубка Гагарина

## Достижения

### В клубах
- Обладатель Кубка Гагарина (2024)[5]